# كامالا لوبيز
كامالا لوبيز (بالإنجليزية: Kamala Lopez)‏ هي منتجة أفلام وكاتبة سيناريو ومخرجة وممثلة أمريكية، ولدت في 15 أبريل 1964 بنيويورك في الولايات المتحدة.

## أعمال

### أفلام
- (1990) توتال ريكول[4]

### مسلسلات
- جاغ

## وصلات خارجية
- كامالا لوبيز على موقع IMDb (الإنجليزية)
- كامالا لوبيز على موقع ألو سيني (الفرنسية)
- كامالا لوبيز على موقع أول موفي (الإنجليزية)
- كامالا لوبيز على موقع قاعدة بيانات الفيلم (الإنجليزية)
- كامالا لوبيز على موقع كينوبويسك (الروسية)